# Jermiek Bajduaszow
Jermiek Satybałdyjewicz Bajduaszow (ur. 20 lipca 1982) – kazachski zapaśnik w stylu wolnym. Olimpijczyk z Londynu 2012, gdzie zajął dziewiętnaste miejsce w kategorii 84 kg.
Dziesiąty na mistrzostwach świata w 2011. Brązowy medal igrzysk azjatyckich w 2010 i w mistrzostwach Azji w 2007. Ósmy w Pucharze Świata w 2009. Srebrny medalista uniwersyteckich MŚ z 2006 roku.